# Eberhard von Mallinckrodt
Eberhard von Mallinckrodt (* vor 1600; † 27. Juli 1658) war ein römisch-katholischer Geistlicher und Domkantor sowie Domkellner in Münster.

## Leben

### Herkunft und Familie
Eberhard von Mallinckrodt entstammte als Sohn des Heinrich von Mallinckrodt zu Küchen und Dahlhausen (1548–1628) und dessen Gemahlin Remberta von Krevet zu Alfen († 1625) dem westfälischen Adelsgeschlecht von Mallinckrodt aus der Grafschaft Mark, benannt nach dem Stammsitz Burg Mallinckrodt. Er war der Bruder des Domdechanten Bernhard von Mallinckrodt, der wegen eines Konfliktes mit seinem Neffen, dem Fürstbischof von Galen, aus seinem Amt entfernt, verhaftet und in der Burg Ottenstein festgesetzt wurde, wo er starb, bevor seine Exkommunikation aufgehoben wurde. Sein anderer Bruder Heinrich war Domvikar in Münster und Domkantor in Osnabrück. Sein Bruder Rembert war mit Agnes von Freitag verheiratet. Sie waren die Eltern des Domherrn Bernhard von Mallinckrodt.

### Wirken
Am 19. März 1630 wurde Eberhard auf die Geschlechter Mallinckrodt, Oer, Krevet und Wendt aufgeschworen. Am 23. April 1638 empfing er die Niederen Weihen und wurde zwei Tage später zum Subdiakon geweiht. Vom Kurfürsten erhielt er am 12. Juni 1640 diplomatische Aufträge. Die einstimmige Wahl zum Domkellner fiel auf den 13. April 1643. Am 12. Dezember 1652 optierte Eberhard das Archidiakonat Albersloh mit der damit verbundenen Domkantorei. Die kurfürstliche Bestätigung für dieses Amt kam am 11. Januar 1653.